# Recea (okręg Harghita)
Recea – wieś w Rumunii, w okręgu Harghita, w gminie Tulgheș. W 2011 roku liczyła 170 mieszkańców.